# CD 알코야노
CD 알코야노(Club Deportivo Alcoyano)는 스페인의 축구 클럽으로, 발렌시아 지방의 알코이를 연고지로 한다. 현재 세군다 페데라시온에 참가하고 있다.

## 선수 명단

### 현역
참고: FIFA 자격 규정에 따라 소속된 국가대표팀 국기를 표시합니다. 선수는 복수의 FIFA 비회원국 국적을 가지고 있을 수 있습니다.
| 번호 | 포지션 | 국적 | 이름             |
| ---- | ------ | ---- | ---------------- |
| 9    | MF     |      | 라파엘 드 팔마스 |

| 번호 | 포지션 | 국적 | 이름 |
| ---- | ------ | ---- | ---- |

## 역대 감독
| 감독            | 임기        |
| --------------- | ----------- |
| 후안데 라모스   | 1992 ~ 1994 |
| 안드레스 팔로프 | 2015 ~ 2016 |